# Субтропический лес
Субтропический лес — лес, произрастающий в субтропических поясах как Северного, так Южного полушарий. Здесь почти не осталось природных старых лесных массивов, большую часть субтропических лесов составляют культурные посадки.
Подразделяется на зоны гемигилей, муссонных смешанных лесов и средиземноморских летнесухих лесов и кустарников. Позднее Калесник С. В. рассматривал гемигилеи и муссонные смешанные леса как единую ландшафтную зону субтропических вечнозелёных и смешанных лесов. В состав новой зоны вошло Закавказье, в котором зональная субтропическая растительность сменилась широколиственными лесами с вечнозелёным подлеском (класс Carpino-Fagetea sylvaticae). Если одни географы занимались слиянием, то другие продолжили обособлять переходные зоны. Лесотундра дополнилась подтайгой и субсредиземноморской ландшафтной зоной. Субсредиземноморскую зону откололи от средиземноморской. Субсредиземноморский тип ландшафтов характерен для южного берега Крыма и участка от полуострова Абрау до окрестностей Туапсе.

## Климат
Субтропический климат характеризуется отсутствием продолжительных отрицательных температур в течение всего года, поэтому морозы не приостанавливают вегетацию растений. Смена времён года происходит в связи с периодическими сезонными сменами господствующих воздушных масс. Перемещение воздушных масс с востока на запад (западный перенос воздуха) определяет преимущественное увлажнение восточного края материков. Районы, находящиеся под его влиянием в течение всего года, не испытывают сезонных изменений уровня осадков. Климат районов, в которых такие воздушные течения зимой заменяются движением холодных северо-западных воздушных масс с материка, является муссонным, с сухой зимой и обильным летним увлажнением.
На западе материков ситуация противоположная. Летом здесь господствуют тропические воздушные массы с повышенным атмосферным давлением, для которых характерным небольшая облачность и влажность, и скудные осадки; зимой сюда приходят воздушные массы умеренных широт, приносящие циклоны. Так обуславливается западный приокеанический (средиземноморский) климат с зимним обилием осадков.
Континентальный климат, присущий районам, удалённым от океана, характеризуется дефицитом осадков в течение всего года.

## Средиземноморские летнесухие леса и кустарники
Центральное место в этой зоне принадлежит классу растительных формаций жестколистных лесов. Жестколистные летнесухие леса произрастают в субтропических поясах на западных окраинах материков, наибольшую площадь они занимают в районе Средиземного моря. Гораздо меньше их в Северной Америке (Калифорния, юг Орегона), на западе Южной Америки (в средней части Чили и частично на юго-западе Аргентины), на юге и юго-западе Австралии, в Южной Африке, на большей части Черноморского побережья Турции, на Атлантическом побережье Испании и Португалии, на южном побережье Каспийского моря; также могут встречаться в более увлажнённых местах (горах, горных долинах) посреди пустынного или полупустынного климата, либо в горах тропической летнесухой зоны (например, в некоторых районах Гавайских островов). Жестколистные леса, относящиеся к субсредиземноморской зоне, есть на севере Черноморского побережья Кавказа и на Южном берегу Крыма. Климат сухой, осадки в виде дождя выпадают зимой, от 300 до 1500 мм в год, даже слабые морозы случаются крайне редко, лето засушливое и жаркое. Характерными особенностями этих лесов являются:
- Преобладание ксерофильных, жестколистных пород со склерофитными листьями[6]. Механические ткани их листьев и стеблей развиты таким образом, что при нехватке воды сохраняется их жёсткость и завядание внешне незаметно[8].
- Полог леса одноярусный, кроны широкие.
- Подлесок густой, из вечнозелёных кустарников[9].
- Стволы деревьев одеты мощной коркой или пробкой, начинают ветвиться почти от земли[7].

Здесь растут вечнозелёные дубы и различные хвойные (сосны, пинии, кедры), можжевельники, благородный лавр, земляничное дерево, ежегодно сбрасывающее кору, дикие маслины, розы, мирт.

### Средиземноморье
Классы зональной растительности (подход Браун-Бланке): Quercetea ilicis, Ononido-Rosmarinetea, Cisto-Lavanduletea stoechadis. Ниже описаны примеры средиземноморских лесов и кустарниковых зарослей.
- Леса из вечнозелёных дубов: каменного, пробкового и кермесового с участием маслины лесной и других видов.
- Леса из средиземноморских сосен: приморской, итальянской, алеппской.
- Реликтовые леса из кипариса вечнозелёного и лавра благородного.
- Для маквиса характерны сообщества из видов можжевельника, фисташки, вечнозелёных дубов и жостера, к которым местами подключаются маслина, цератония и мирт обыкновенный.
- Фригана и гарига покрыты зарослями розмарина лекарственного, ладанника, тимьяна, зверобоя и лаванды.

Распространённый в регионе класс Quercetea pubescentis (дуба пушистого) считается зональным не для средиземноморской, а для неморальной лесной зоны. К нему причислено много интересных видов: от кедра ливанского до конского каштана и сирени обыкновенной.

### Азорские и Канарские острова, остров Мадейра
Классы зональной растительности (подход Браун-Бланке): Lauro azoricae-Juniperetea brevifoliae, Oleo cerasiformis-Rhamnetea crenulatae, Pruno lusitanicae-Lauretea azoricae, Kleinio neriifoliae-Euphorbietea canariensis, Spartocytisetea supranubii. Далее прилагается сокращенный список лесов и кустарниковых зарослей этой островной территории.
- Вечнозелёные леса из лавра азорского с участием персеи индийской, клетры древовидной, Visnea mocanera и питтоспорума волнистого.
- Леса из сосны канарской.
- Полусухие редколесья из можжевельника красноплодного, финика канарского и видов маслины. Заросли жостера и майтенуса.
- Суккулентная растительность представлена молочаем канарским и клейнией олеандролистной.

## Муссонные смешанные леса
Муссонные смешанные леса произрастают в местах с тёплым климатом с выраженными сухим зимним и влажным летним сезонами, преимущественно в Восточной Азии и частично на востоке Австралии. Также они встречаются в Северной и Южной Америке. Горные муссонные смешанные леса есть на всех континентах. Отсутствие заметных сезонных перепадов температур позволяет развиваться вечнозелёной растительности. Флористический состав очень богат, например, в Восточном Китае около 20 тыс. видов. Основными лесообразующими породами являются вечнозелёные дубы и другие буковые, а также камелии, магнолии, сосны, пихты, криптомерии, бамбуки, представители семейств Лавровые, Пальмовые и др.
Ближе к экватору леса влаголюбивые, многоярусные, с лианами и густым подлеском, с удалением от экватора вечнозелёных видов становится меньше. Почвы, в основном краснозёмы и желтозёмы — малогумусны, часто оподзолены, структура у них непрочная.

### Восточная Азия
Класс зональной растительности и синтаксоны меньшего ранга с неясной принадлежностью: Camellietea japonicae, Boninio-Machiletalia boninensis, Fico-Mallotetalia. Встречающиеся в этом регионе натуральные пихтово-тсуговые, кипарисовые и широколиственные леса образуют высотные пояса над перечисленными ниже лесами и кустарниками.
- Низменные лавровые леса, сложенные видами Machilus, которым сопутствуют коричник и вечнозелёная магнолия (михелия).
- Горные леса из видов кастанопсиса с участием Sсhima superba и алтингии. Под их пологом распространены камелия, вечнозелёный рододендрон, симплокос и ардизия.
- Горные леса из вечнозелёных дубов и литокарпусов. Здесь обычны волчелистник, падуб, гамамелисовые, пентафилаксовые.
- Сосновые рощи и заросли неприхотливых кустарников: Quercus phillyreoides, питтоспорума Тобира, рафиолеписа.
- Вторичные леса и кустарники из Mallotus japonicus, Zanthoxylum ailanthoides и Trema orientalis. Тут прописаны альбиция ленкоранская, клеродендрум трёхраздельный и токсикодендрон сочный.

При уничтожении зональной вечнозелёной растительности её место временно занимают сосновые и листопадные дубовые леса, обогащённые некоторыми южными элементами: ликвидамбаром формозским, хурмой восточной, павловнией Форчуна и дальбергией хубэйской.

## Гемигилеи
Гемигилеи — вечнозелёные, в более высоких широтах полулистопадные широколиственные леса, произрастают в местах с достаточно влажным климатом (700-3000 мм в год) и равномерными осадками на протяжении года. К их ареалу относятся юго-восток США (от штата Вирджиния до озера Окичоби во Флориде; от Восточного побережья до востока Техаса), юг Бразильского плоскогорья, некоторые регионы Азии (часть Китая, юго-запад Южной Кореи, часть японского острова Хонсю, крайний север острова Тайвань), юго-восток Африки, Черноморское побережье Кавказа от Туапсе до северо-востока Турции, часть побережья Адриатического моря, отдельные районы северо-западной Испании, некоторые регионы на западе Азорских островов, часть восточного  побережья Австралии, крайний север острова Тасмания, Северный остров (и крайний север Южного острова) Новой Зеландии, некоторые острова субтропического пояса, а также отдельные горные регионы. Климат восточных окраин материков более влажен. От влажнотропических лесов субтропический лес отличается меньшим видовым разнообразием, уменьшением количества эпифитов и лиан, а также появлением в древостое хвойных (подокарпусы, некоторые виды араукарии), древовидных папоротников.
Здесь преобладают густые влажные леса из вечнозелёных дубов, магнолий, камфорного лавра . Многочисленные лианы, заросли высоких бамбуков и различные кустарники усиливают своеобразие влажного субтропического леса. Также существуют влажные листопадные леса с вечнозелёным подлеском, они встречаются в некоторых штатах Восточного побережья США (Нью-Йорк, Вашингтон, Мэриленд), на севере Италии, и на юго-западе Франции.
Похожим климатом обладают пампасы Южной Америки, однако там преобладает степной, а не лесной ландшафт.
В прошлом на острове Пасхи росли субтропические широколиственные леса, однако сейчас они исчезли.

## Фауна
Для фауны субтропических лесов характерно наличие видов умеренного и тропического поясов.
Животный мир Средиземноморья разнообразен, но он сильно пострадал в результате деятельности человека. Среди копытных преобладают виды небольших размеров: мелкий горный баран муфлон; бородатый, или безоаровый, козёл, благородные олени и лани. Хищных представляют лисица, шакал, хорёк, выдра. Субтропические леса являются местом зимовки многих птиц, обитающих в местах с суровой зимой.